# Кузнечиха (микрорайон, Нижний Новгород)
Кузнечи́ха — общее название микрорайонов «Кузнечиха I» и «Кузнечиха II», расположенных в юго-восточной части Советского района Нижнего Новгорода.
Название микрорайону дано по названию близлежащей одноимённой деревни, входящей в качестве самостоятельной административно-территориальной единицы в состав Нижнего Новгорода. Население составляет около 22 тыс. человек.

## Составные части
Микрорайон состоит из двух самостоятельных микрорайонов «Кузнечиха I» и «Кузнечиха II».

### Кузнечиха I
Микрорайон «Кузнечиха I» построен в 1970-х годах на территории бывших картофельных полей близлежащей деревни Кузнечиха. Первоначально микрорайон не имел номера и назывался общим словом «Кузнечиха».
Включает улицы Ивлиева, Быкова, Штеменко, бульвар 60 лет Октября, Рокоссовского а также часть улицы Ванеева.
На месте прежних зелёных насаждений, в границах улиц Ванеева, Штеменко и бульвара 60-летия Октября построен жилой комплекс «Белый Город», состоящий из одиннадцати 17-26-этажных домов.
По состоянию на январь 2024 г. в Кузнечихе-I расположено 72 многоквартирных дома.
Площадь Кузнечихи-I составляет 0,68 км2

### Кузнечиха II
Микрорайон «Кузнечиха II» построен в период с 1977 г. по 1985 г..
Включает часть улицы Ванеева, улицы Рокоссовского, Малиновского.
По состоянию на январь 2024 г. в Кузнечихе-II расположено 19 многоквартирных домов.
Площадь Кузнечихи-II составляет 0,3 км2

## Социально-бытовая инфраструктура
В микрорайоне располагается несколько среднеобразовательных школ, а также детских садов.
Разбита Аллея Славы из более шестидесяти саженцев голубых елей, тополей и рябин в память о сражавшихся в годы Великой Отечественной войны.
В 2007 году в микрорайоне было проведено комплексное благоустройство: проведён капитальный ремонт 18 жилых домов, построены новый бульвар и фонтан, заменена устаревшая тротуарная плитка на цветную брусчатку с ковровым рисунком, установлены скамейки, урны, разбиты клумбы..

## Транспорт
Кузнечиха имеет транспортное сообщение с другими районами города.
Автобусные маршруты: А-16, А-26, А-37, А-39, А-41, А-47, А-51, А-63, А-80, А-92, Э-17
Троллейбусы: № 9, 17, 13
Маршрутные такси: т31, т34, т70, т81, т88, т93, т94, т238
В микрорайоне планируется строительство станции метро «Кузнечиха».
Генеральным планом развития Нижнего Новгорода предусмотрено строительство скоростного трамвая из центра города в микрорайон «Кузнечиха».

## Природа
В микрорайоне Кузнечиха-1 находится памятник природы областного значения — дубовая аллея, посаженная в первой трети 20 века. Она протягивается с севера на юг на расстояние около 600 метров — от улицы Быкова до улицы Рокоссовского, пересекая бульвар 60 лет Октября.
С запада к микрорайону примыкает лесопарк «Щёлоковский хутор», также являющийся памятником природы.

## Органы территориального общественного самоуправления и инициативные группы
В микрорайоне действует единственный ТОС «Кузнечиха 1»
.

## Планы развития
К 2025 г. по генеральному плану развития города Нижнего Новгорода в Кузнечихе и на прилегающих к ней территориях будет построено 3 млн. м² жилья. В настоящее время Кузнечиха является наиболее перспективной площадкой для городского развития на ближайшие годы. Общий объём инвестиций составит более 10 млрд. руб.
За улицей Малиновского, в продолжение микрорайона Кузнечиха-II строится жилой комплекс «Новая Кузнечиха», к постройке запланированы 12 кварталов с домами от 10 до 18 этажей. На 2021 год, полностью построено 6 кварталов по 3 дома в каждом, а планируется и строится уже 33 дома.